# Thalaina selenaea
Thalaina selenaea is een vlinder uit de familie van de spanners (Geometridae). De wetenschappelijke naam van de soort is, als Callimorpha selenaea, in 1845 gepubliceerd door Edward Doubleday.
De vlinder heeft een spanwijdte van rond de 50 millimeter. De imago heeft vrijwel geheel witte voorvleugels met roestbruine franje en vleugelrand aan de vleugelbasis. Soms loopt er een roestbruine lijn over de voorvleugel. De soort komt voor in New South Wales, Victoria en Tasmanië en is daar endemisch. De waardplanten van deze soort zijn Acacia dealbata en Acacia melanoxylon.